# Голоустненское муниципальное образование
Голоу́стненское муниципа́льное образова́ние — сельское поселение в Иркутском районе Иркутской области России.
Административный центр — село Малое Голоустное.

## Границы
Согласно закону «О статусе и границах муниципальных образований Иркутского района Иркутской области»

«…По смежеству с Ольхонским районом за начальную точку границы принята точка на берегу оз. Байкал. Далее граница проходит по акватории оз. Байкал по смежеству с Республикой Бурятия, затем выходит на берег оз. Байкал в 2,6 км севернее мыса Мал. Кадильный. Далее перпендикулярно береговой полосе идет в северо-западном направлении на юго-восточный угол квартала 60, поворачивает на запад, проходит по южным границам кварталов 60, 59, 58 Кочергатского лесничества Голоустненского лесхоза, на расстоянии 9,2 км плавно поворачивает на север, оконтуривая западные границы кварталов 57, 53, 46, 35, 24, 15, 6 и проходя по смежеству с восточной границей Прибайкальского национального парка протяженностью 23,5 км. Далее граница проходит в северо-восточном направлении по северо-западным границам кварталов 6 и 7 Кочергатского лесничества Голоустненского лесхоза. Далее граница следует в северо-восточном направлении по ломаному контуру западных границ кварталов 224, 216, 202, 201 до северо-западного угла квартала 182 Малоголоустненского лесничества Голоустненского лесхоза. Далее граница проходит в северо-восточном направлении, усекая прямоугольники кварталов по их западным границам 182, 163, 148 на расстоянии 6,9 км, поворачивает на северо-запад и проходит по юго-западным границам усеченных кварталов 131, 111, 90 Малоголоустненского лесничества Голоустненского лесхоза на расстоянии 7 км. Далее граница проходит в западном направлении по южным границам кварталов 67, 66, 65, оконтуривает квартал 65 по его западной границе и поворачивает на северо-восток, проходит по северо-западным кварталам 44, 45, 46, 28, 29, 16 Малоголоустненско-го лесничества Голоустненского лесхоза до границы с Эхирит-Булагатским районом. По смежеству с Эхирит-Булагатским районом граница идет в северо-восточном направлении у северо-западной границы Малоголоустненского лесничества Голоустненского лесхоза кварталов 16, 15, 6, 7, 1. Далее по смежеству с Эхирит-Булагатским районом граница проходит в северо-восточном направлении до границ с Ольхонским районом по водоразделу. По смежеству с Ольхонским районом граница проходит от вершины „Левая Бориса“, расположенной по смежеству с Эхирит-Булагатским районом, и идет далее на восток по водоразделу к оз. Байкал общей протяженностью 72,6 км.».

## Населённые пункты
В состав муниципального образования входят населённые пункты:
| № | Населённый пункт   | Тип населённого пункта       | Население |
| - | ------------------ | ---------------------------- | --------- |
| 1 | Большое Голоустное | посёлок                      | ↗592      |
| 2 | Малое Голоустное   | село, административный центр | ↗1278     |
| 3 | Нижний Кочергат    | посёлок                      | →19       |

### Упразднённые населённые пункты
Ранее на территории муниципального образования находились населённые пункты Бурхай, Солнопечное и другие, ныне прекратившие своё существование.